# Port-Villez
Port-Villez – miejscowość i dawna gmina we Francji, w regionie Île-de-France, w departamencie Yvelines. W 2016 roku populacja ówczesnej gminy wynosiła 249 mieszkańców. Przez miejscowość przepływa Sekwana. 
W dniu 1 stycznia 2019 roku z połączenia dwóch ówczesnych gmin – Jeufosse oraz Port-Villez – powstała nowa gmina Notre-Dame-de-la-Mer. Siedzibą gminy została miejscowość Jeufosse. 